# Куркь
Куркь (рум. Curchi) — село в Оргіївському районі Молдови. Входить до складу комуни, адміністративним центром якої є село Ватіч.

## Населення
За даними перепису населення 2004 року у селі проживали 356 осіб.
Національний склад населення села:
| Національність       | Кількість осіб | Відсоток   |
| -------------------- | -------------- | ---------- |
| молдавани румуни     | 324 1          | 91,0% 0,3% |
| росіяни              | 21             | 5,9%       |
| українці             | 5              | 1,4%       |
| болгари              | 1              | 0,3%       |
| євреї                | 1              | 0,3%       |
| інша / без відповіді | 3              | 0,8%       |
| Всього               | 356            | 100%       |